# 핀란드의 총리
핀란드 총리(핀란드어: Suomen pääministeri 수오멘 패미니스테리[*], 스웨덴어: Finlands statsminister)는 핀란드 정부수반이다. 총리와 내각은 국가 행정권을 행사한다. 총리의 공식 의전서열은 대통령과 의회의장에 이은 3위다. 초대 총리 페르 에빈드 스빈후부드는 핀란드의 독립 선언 직전인 1917년 11월 27일 임명됐다.
현직 총리는 2023년 6월 20일 취임한 국민연합당 소속 페테리 오르포다.

## 역사
1918년 핀란드 원로원이 핀란드 정부가 되면서 경제 부원장직이 총리가 됐다. 1919년 헬싱키 서쪽의 메이라티구에 위치한 케새란타가 관저가 됐다.
1917년 독립후 72개의 내각이 있었다. 최장임 내각은 파보 리포넨 총리의 두 내각으로, 두 번의 의회 임기 1464일을 온전히 소화했다.

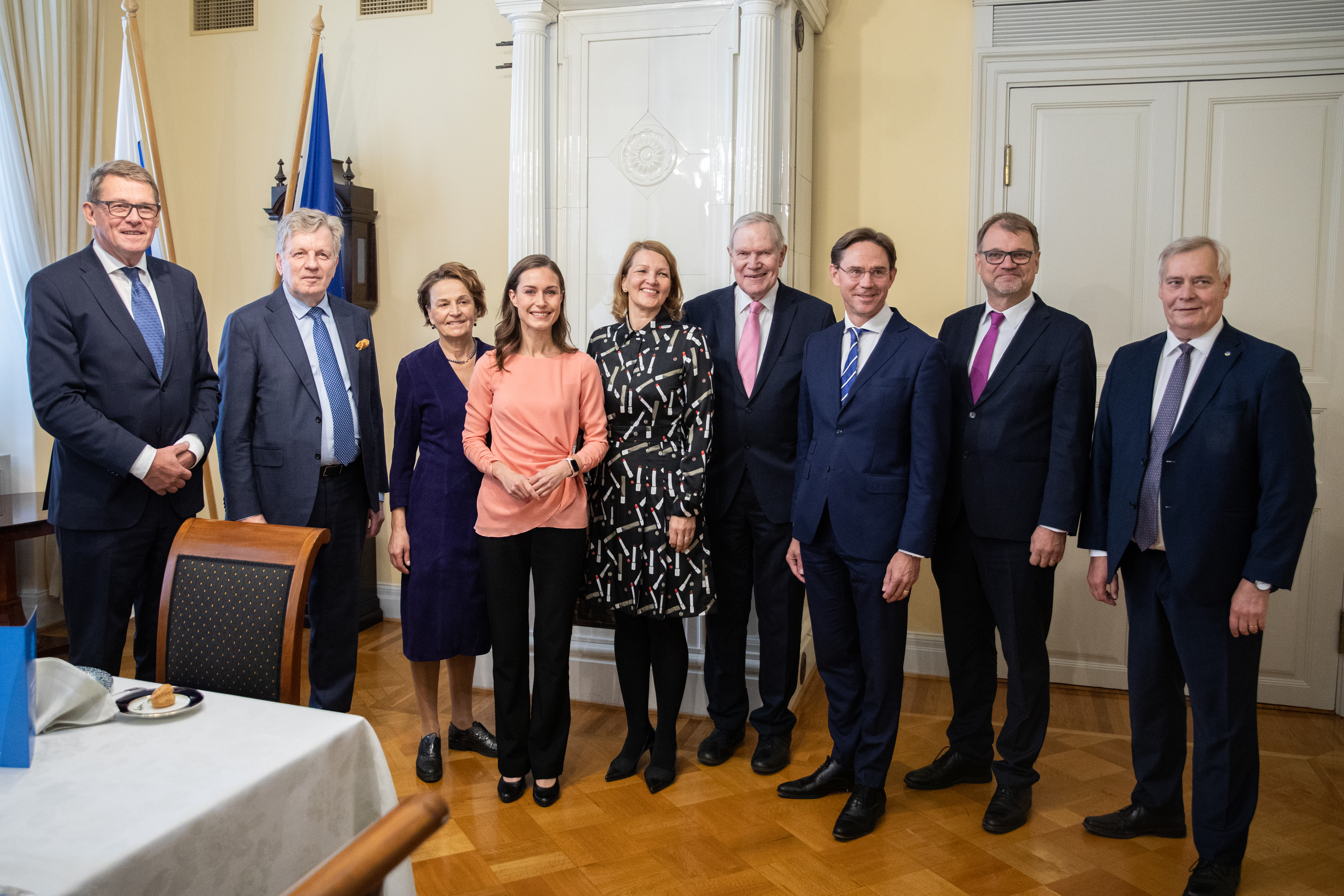
2022년 9월 27일 전현직 핀란드 총리들의 축하 오찬
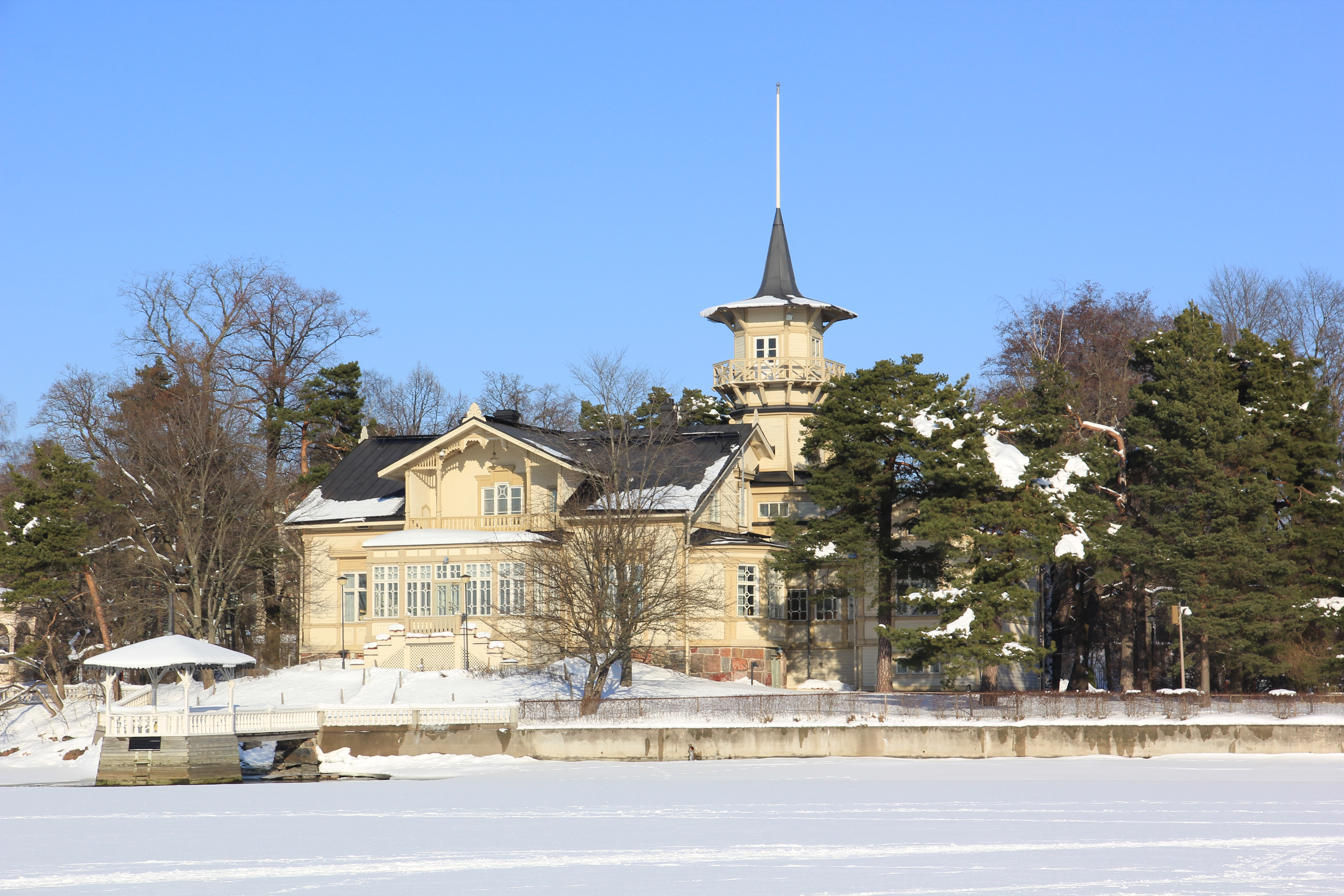
헬싱키 타카퇼뢰에 위치한 핀란드 총리 관저 케새란타

## 임명
총리의 임명은 4년에 한 번씩 실시되는 의회선거에 이어서 진행된다. 핀란드 헌법의 규정에 따라 원내 정당들이 새 내각 구성과 정부 프로그램을 합의한 후 대통령이 총리를 지명한다. 총리 피지명자는 의회 신임투표에서 반드시 과반을 득표해야 한다. 과반에 실패한 경우 협상이 다시 시작되고 대통령의 두 번째 지명이 이어진다. 두 번째 피지명자도 과반에 실패하면 세 번째 투표가 이어지는데 이때는 모든 의원들이 후보를 지명할 수 있고 가장 많이 득표한 후보가 총리가 된다.
위와 같은 절차는 2003년 안넬리 예텐메키가 총리가 됐을 때 처음 채택됐다. 이전에는 3차 투표에서 대통령이 다수 득표를 할 수 있는 후보를 지명한다고 가정됐다. 일반적으로 이 후보는 원내 최다의석을 보유한 정당의 대표다. 2000년 헌법 개정 전에는 총리와 나머지 정부직책 임명에 대한 완전한 공식 권한이 의회 규정에서 자유로운 대통령에 있었다. 그러나 당시에도 의회의 신임투표를 필요로 했다. 2000년부터 총리 선출에 있어 의회선거 결과와 의회의 주장이 중요해졌다.
형식적으로는 총리가 정부의 나머지 구성원을 지명하고 의회의 동의를 얻으면 대통령이 이들을 임명한다. 실제로는 정당간 연립정부 구성 협상에서 장관직을 배분하므로 총리 후보가 자신의 의지만으로 장관을 임면할 수 없다.

## 같이 보기
- 핀란드의 총리 목록
- 핀란드의 대통령
- 핀란드의 대통령 목록